# Campionat Mundial de Scrabble en Anglès
El Campionat Mundial de Scrabble en Anglès (en anglès World Scrabble Championship) és un torneig de Scrabble que es disputa cada dos anys en la fórmula de Scrabble clàssic des de 1991. La primera edició va ser a Londres al Regne Unit.
El diccionari de referència és el SOWPODS, el diccionari internacional en anglès de Scrabble. Tot i que al Canadà, EUA i a Tailàndia es fa servir un altre diccionari de referència, el OWL.

## Palmarès
| Any  | Campió/-ona                         | Finalista                           | Seu              | No. de participants | 1r. Premi  |
| ---- | ----------------------------------- | ----------------------------------- | ---------------- | ------------------- | ---------- |
| 1991 | Peter Morris · ( Estats Units)      | Brian Cappelletto · ( Estats Units) | Londres          | 48                  | 10.000$    |
| 1993 | Mark Nyman · ( Anglaterra)          | Joel Wapnick · ( Canadà)            | Nova York        | 68                  | 10.000$    |
| 1995 | David Boys · ( Canadà)              | Joel Sherman · ( Estats Units)      | Londres          | 64                  | 11.000$    |
| 1997 | Joel Sherman · ( Estats Units)      | Matt Graham · ( Estats Units)       | Washington, D.C. | 80                  | 25.000$    |
| 1999 | Joel Wapnick · ( Canadà)            | Mark Nyman · ( Anglaterra)          | Melbourne        | 94                  | 15.000$    |
| 2001 | Brian Cappelletto · ( Estats Units) | Joel Wapnick · ( Canadà)            | Las Vegas        | 88                  | 25.000$    |
| 2003 | Panupol Sujjayakorn · ( Tailàndia)  | Pakorn Nemitrmansuk · ( Tailàndia)  | Kuala Lumpur     | 90                  | 25.000$    |
| 2005 | Adam Logan · ( Canadà)              | Pakorn Nemitrmansuk · ( Tailàndia)  | Londres          | 102                 | 15.000$    |
| 2007 | Nigel Richards · ( Nova Zelanda)    | Ganesh Asirvatham · ( Malàisia)     | Bombai           | 104                 | 15.000$    |
| 2009 | Pakorn Nemitrmansuk · ( Tailàndia)  | Nigel Richards · ( Nova Zelanda)    | Johor Bahru      | 108                 | 15.000$    |
| 2011 | Nigel Richards · ( Nova Zelanda)    | Andrew Fisher · Austràlia           | Varsòvia         | 106                 | 20.000$    |
| 2013 | Nigel Richards · ( Nova Zelanda)    | Komol Panyasophonlert ( Tailàndia)  | Praga            | 110                 | 10.000$    |
| 2014 | Craig Beevers ( Anglaterra)         | Chris Lipe ( Estats Units)          | Londres          | 108                 | 3.000 £    |
| 2015 | Wellington Jighere ( Nigèria)       | Lewis Mackay ( Anglaterra)          | Perth            | 130                 | 10.000 AUD |
| 2016 | Brett Smitheram ( Anglaterra)       | Mark Nyman ( Anglaterra)            | Lilla            | 72 (divisió A)      | 7.000 €    |

## Llista d'estats participants
Les següents territoris tenen com a mínim un participant en els campionats.
| - Sud-àfrica - Alemanya - Anglaterra - Aràbia Saudita - Austràlia - Bahrein - Camerun - Canadà - Escòcia - Emirats Àrabs Units - Estats Units d'Amèrica - França - Ghana - Gibraltar - Guyana - Hong Kong - Índia - Indonèsia - Irlanda - Irlanda del Nord - Israel - Japó - Kenya - Kuwait |  | - Kurdistan / Iraq - Malàisia - Malta - Nigèria - Nova Zelanda - Oman - Uganda - Pakistan - Països Baixos - País de Gal·les - Filipines - Polònia - Qatar - Romania - Seychelles - Singapur - Sri Lanka - Suècia - Tanzània - Tailàndia - Trinitat i Tobago - Zàmbia |